# Élections législatives srilankaises de 2001
Les élections législatives srilankaises de 2001 ont été tenues de manière anticipée le 5 décembre 2001, un an seulement après la précédente élections législatives.

## Contexte
La People's Alliance a pris un coup dur lorsque les membres musulmans du SLMC ont quitté l'alliance de plein gré. N'ayant plus la majorité parlementaire, Chandrika Kumaratunga tenta une approche avec les communistes du JVP, ce qui énerva plusieurs membres de la PA, dont 13 membres qui quitteront l'alliance pour rejoindre l'opposition. Alors qu'une motion de censure était préparé, Kumaratunga avança les élections pour l'éviter.
Plus de 1 300 fait de violence électorale ont été signalés pendant la campagne. Le Premier ministre Ratnasiri Wickremanayake a failli être tué par un kamikaze. Dans l'ensemble, 60 personnes ont été tuées lors de violences liées aux élections, dont 14 le jour du scrutin.

## Système électoral
Les élections législatives ont lieu tous les six ans pour élire les 225 membres du Parlement. Le pays est divisé en 22 districts électoraux, et chaque district se voit attribuer un nombre spécifique de sièges en fonction de sa population, avec 196 sièges. Lors de l'élection, les partis se disputant dans un district donné se voient attribuer un certain nombre de sièges en fonction du nombre de votes obtenus. Les 29 sièges restants sont répartis entre les partis politiques sur la base du pourcentage au vote national reçu par chaque parti.
Comme le Sri Lanka était une ancienne colonie britannique, et un ancien dominion du Commonwealth, le pays pratique le système de Westminster, couplé avec du bipartisme. Il y a donc un parti politique vainqueur, dont le chef deviendra le nouveau Premier ministre, et un chef de l'opposition. Comme il est impossible pour un simple parti politique d'obtenir la majorité parlementaire, le pays fonctionne avec des alliances de partis.
Ces alliances changent régulièrement à chaque élection, mais ce sont les 2 même partis politiques cingalais qui se partagent le pouvoir depuis 30 ans :
- La gauche socialiste représentée par l'United People's Freedom Alliance, dont l'ancien nom était la People's Alliance.
- La droite conservatrice représentée par l'United National Front for Good Governance, dont les anciens noms étaient l'United National Front, et l'United National Party.

## Résultats
Résumé du résultats des élections législatives de 2001
| Alliances et parties  | Alliances et parties | Votes      | %       | Chaises  | Chaises  | Chaises |
| Alliances et parties  | Alliances et parties | Votes      | %       | District | National | Total   |
| --------------------- | --- | ---------- | ------- | -------- | -------- | ------- |
|                       | United National Front - Ceylon Workers' Congress - Democratic People's Front - Sri Lanka Muslim Congress - United National Party - Up-Country People's Front                                                            | 4 086 026  | 45.62%  | 96       | 13       | 109     |
|                       | People's Alliance - Parti communiste du Sri Lanka - Desha Vimukthi Janatha Party - Lanka Sama Samaja Party - Mahajana Eksath Peramuna - National Unity Alliance - Sri Lanka Freedom Party - Sri Lanka Mahajana Pakshaya | 3 330 815  | 37.19%  | 66       | 11       | 77      |
|                       | Janatha Vimukthi Peramuna | 815 353    | 9.10%   | 13       | 3        | 16      |
|                       | Tamil National Alliance - All Ceylon Tamil Congress - Eelam People's Revolutionary Liberation Front - Tamil Eelam Liberation Organization - Tamil United Liberation Front                                               | 348 164    | 3.89%   | 14       | 1        | 15      |
|                       | Sri Lanka Muslim Congress | 105 346    | 1.18%   | 4        | 1        | 5       |
|                       | Eelam People's Democratic Party | 72 782     | 0.81%   | 2        | 0        | 2       |
|                       | Democratic People's Liberation Front - People's Liberation Organisation of Tamil Eelam | 16 669     | 0.19%   | 1        | 0        | 1       |
|                       | Sinhala Heritage | 50 665     | 0.57%   | 0        | 0        | 0       |
|                       | New Left Front | 45 901     | 0.51%   | 0        | 0        | 0       |
|                       | Independents | 41 752     | 0.47%   | 0        | 0        | 0       |
|                       | Autres | 42 395     | 0.47%   | 0        | 0        | 0       |
| Votes valides         | Votes valides | 8 955 869  | 100.00% | 196      | 29       | 225     |
| Votes rejetés         | Votes rejetés | 493 944    |         |          |          |         |
| Nombre de votes       | Nombre de votes | 9 449 813  |         |          |          |         |
| Électeurs enregistrés | Électeurs enregistrés | 12 428 762 |         |          |          |         |
| Participation         | Participation | 76.03%     |         |          |          |         |